# Haiyang (socken i Kina, Guangxi)
Haiyang (kinesiska: 海洋乡, 海洋) är en socken i Kina. Den ligger i den autonoma regionen Guangxi, i den södra delen av landet, omkring 360 kilometer nordost om regionhuvudstaden Nanning. Antalet invånare är 18403. Befolkningen består av 9 092 kvinnor och 9 311 män. Barn under 15 år utgör 15,0 %, vuxna 15-64 år 71 %, och äldre över 65 år 12,0 %.
Genomsnittlig årsnederbörd är 2 325 millimeter. Den regnigaste månaden är juni, med i genomsnitt 414 mm nederbörd, och den torraste är oktober, med 54 mm nederbörd.